# Отстранителят на грубост
„Отстранителят на грубост“ (на английски: Rude Removal) е забранен и неизлъчен епизод на „Лабораторията на Декстър“. Този епизод е бил продуциран като обикновен епизод, но поради използване на псувни, Cartoon Network решава да не го излъчи в последния момент, въпреки че псувните са цензурирани.
Епизодът за пръв път е показан пред публика през 1998 г. в няколко анимационни фестивала. На 22 януари 2013 г. Adult Swim публикува епизода в YouTube и на сайта си, където получава над 500 000 гледания само за 24 часа. Няколко дни по-късно е премахнат.
В епизода се разказва как Декстър и Ди Ди по погрешка са разделени на груби и възпитани двойници. Епизодът има категория TV-14-L, което означава, че не се препоръчва за лица под 14 години и съдържа силен груб език.

## Сюжет
Внимание:  Текстът по-долу разкрива сюжета на произведението (или части от него)!
Декстър смята, че грубостта на Ди Ди му пречи да бъде перфектното дете, затова създава системата за отстраняване на грубостта. Ди Ди обаче смята, че Декстър е грубият и започват да се бият. Без да искат задействат машината и влизат в нея. Тя ги разделя на 2 груби двойника и 2 възпитани. Грубите двойници веднага започват да псуват, а след това отиват да обядват в кухнята при майка им. Техният груб език и лошо поведение докарват майка им да припадне няколко пъти. Впоследствие тя ги кара да изчитат бъркотията, която са направили в кухнята, и след това да отидат в стаите си. Те отказват и отиват да унищожат лабораторията, а през това време възпитаните двойници слизат при майка им, която ги кара да изчистят кухнята. Те оставят бележка, че ще го свършат по-късно и отиват в лабораторията при грубите двойници и ги надхитрят като им казват, че отстранителя на грубостта може да ги клонира. Те се хващат и възпитания Декстър настройва машината за връщане на действието. Всичко се връща нормално и в края на епизода срещат майка им със сапун и казва, че ще им изчисти мръсните устни. Декстър отговаря с псувня.

## История
„Отстранителят на грубост“ никога не е излъчван по телевизията. Няколко пъти е имало планове да се излъчи късно през нощта, но в крайна сметка са се отказвали. През 1998 г. е показан в няколко анимационни фестивала, включително в „World Animation Celebration“ на 21 февруари 1998 г. Генди Тартаковски е казал, че „стандартите не са го харесали“. През 2012 г. Калвин Уонг, сториборд артист за „Парк шоу“, потвърждава, че епизодът не е във видеотеката на Cartoon Network.
През август 2012 г. анимационен критик Pan-Pizza качва клип в YouTube за епизода и започва Twitter кампания към Cartoon Network и Adult Swim да го излъчат. През октомври 2012 г. Генди Тартаковски потвърждава, че има епизода. По-късно Adult Swim започват да излъчват серия от шапки като казват, че ще се пробват да го излъчат епизода. На 22 януари 2013 г. го публикуват в YouTube и на сайта си, но няколко дни по-късно е премахнат по неясни причини.